# Doubting Thomas
Pour plus de détails, voir Fiche technique et Distribution.
Doubting Thomas est un film américain réalisé par David Butler, sorti en 1935.

## Fiche technique
- Titre : Doubting Thomas
- Réalisation : David Butler
- Scénario : William M. Conselman et Bartlett Cormack (en) d'après la pièce The Torch Bearers de George Kelly
- Producteur : Buddy DeSylva
- Costumes : René Hubert
- Photographie : Joseph Valentine
- Montage : Irene Morra
- Pays d'origine : États-Unis
- Format : Noir et blanc - 1,37:1
- Genre : comédie
- Durée : 73 minutes
- Date de sortie : 1935

## Distribution
- Will Rogers : Thomas Brown
- Billie Burke : Paula Brown
- Alison Skipworth : Mme Pampinelli
- Sterling Holloway : Mr Spindler
- Andrew Tombes : Huxley Hossefrosse
- Gail Patrick : Florence McCrickett
- Frances Grant (en) : Peggy Burns
- Frank Albertson : Jimmy Brown
- Johnny Arthur : Ralph Twiller
- Helen Flint : Nelly Fell
- Fred Wallace : Teddy
- T. Roy Barnes : LaMaze
- Ruth Warren : Jenny
- John Qualen : Von Blitzen
- George Cooper : Stagehand
- Helen Freeman : Mrs. Sheppard
- William Benedict (en) : Caddie